# Pomniki wojny 1866 roku w Policach nad Metují
Pomniki wojny 1866 roku w Policach nad Metují – zabytkowa figura w murze cmentarnym, w miejscowości Police nad Metují
Pomnik z postumentem  ma ścięty wierzchołek zwieńczony gzymsem i krzyżem. Od strony południowej na szczycie znajduje się płaskorzeźba przedstawiająca wieniec. Cokół obelisku jest kwadratowy z narożnymi pilastrami zakończonymi pseudokorynckimi kapitalikami, nad którym znajduje się bogato profilowany gzyms podtrzymujący pomnik. 

## Inskrypcje
Po południowo-wschodniej i południowo-zachodniej stronie pomnika znajdują się płaskorzeźby przedstawiające lwy leżące na skale, a po obu stronach cokołu marmurowe płyty z inskrypcjami. Na stronie północno-zachodniej z napisem: cz. Vaše heslo bylo stále: Pro vlast a krále, po stronie północno-wschodniej z napisem: cz. Blahoslavení mrtví, kteří v povinnosti zemřeli, oni odpočívají zbaveni svízelů svých, skutkové jejich však je doprovázejí, od strony południowo-wschodniej z napisem: cz. Památce v Pánu zemřelých členů postavil spolek vojenských vysloužilců "Radecký" v Polici nad Metují
nákladem svým a dobrodinců léta Páně 1896; po stronie południowo-zachodniej z napisem: cz. Všelika věc vezdejší jest
marná a pomíjí. Bůh ale a ti kdo chodí v přikázáních jeho, zůstanou na věky. Po północnej stronie cokołu jest sygnatura F. Holzela i Szwejdara.

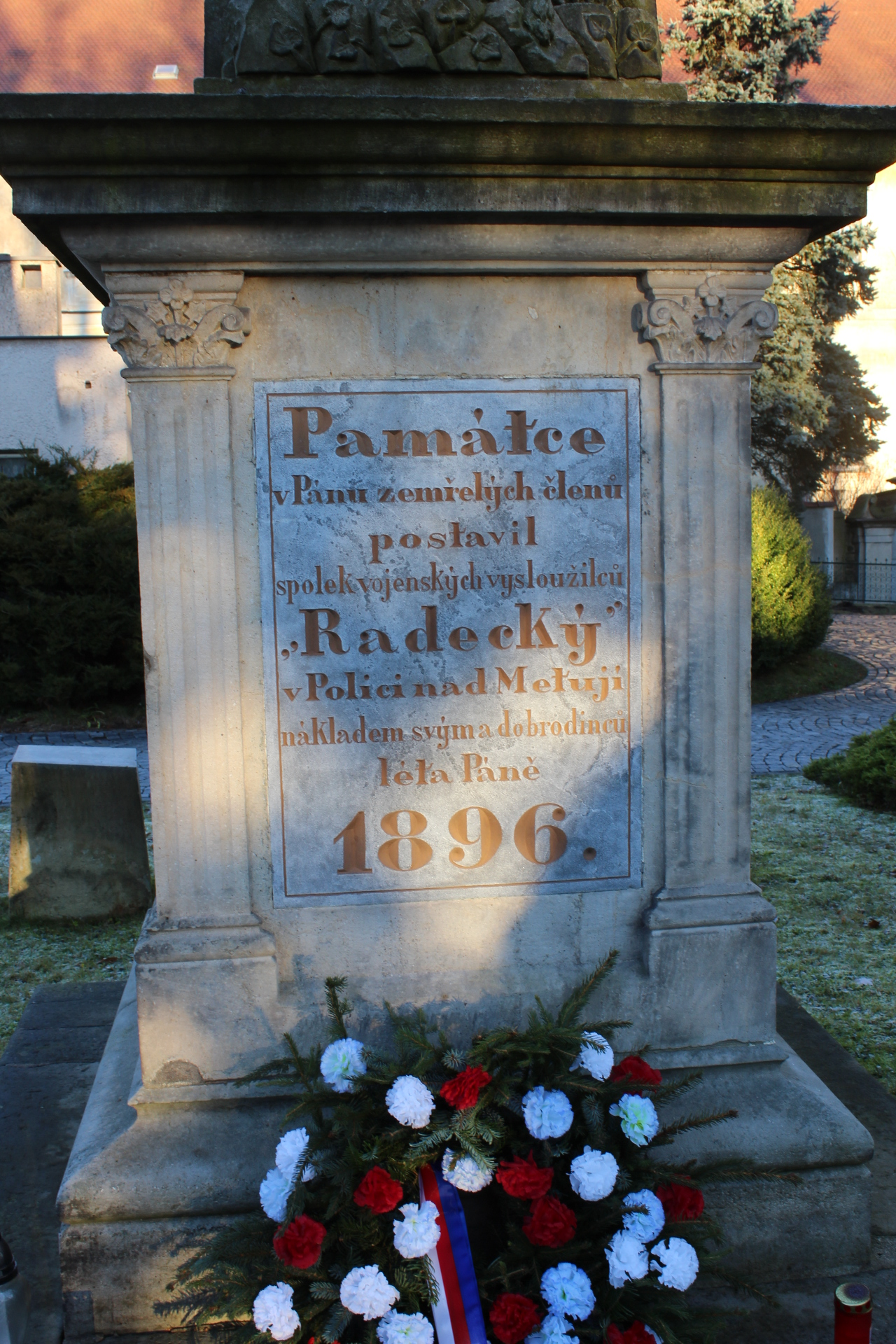